# Platyzoa
Platyzoa – grupa acelomatycznych lub pseudocelomatycznych robaków, której wyodrębnienie zaproponował Thomas Cavalier-Smith w 1998 r.
Są to beznogie, miękkie zwierzęta dwubocznie symetryczne, których długość jest większa od szerokości. Na podstawie badań molekularnych jest uważana za klad.
Obejmuje 7 typów:
- Platyhelminthes
- Gastrotricha
- Rotifera
- Gnathostomulida
- Acanthocephala
- Micrognathozoa
- Cycliophora

Platyzoa uznawane są za grupę siostrzaną Lophotrochozoa lub ich część.